# Georges Louis Nicolas Blaison
Georges Louis Nicolas Blaison (ur. 30 lipca 1906 w Lapalisse, zm. 19 lutego 1942 w Zatoce Meksykańskiej) – francuski wojskowy, komandor podporucznik, ostatni dowódca „Surcoufa”.

## Życiorys

### Młodość
Urodził się 30 lipca 1906 w Lapalisse jako drugi syn w rodzinie drobnomieszczańskiej. Jego rodzicami byli Jean-Baptiste Célestin Blaison, poborca podatkowy, oraz Marie Magdeleine Valloton. Mieszkali w okazałym domu w dzielnicy zwanej „Małym Paryżem”.
Około 1912 przeniósł się z rodziną do Dijon, uczęszczał do Lycée Carnot. Egzamin dojrzałości zdał z wyróżnieniem w 1922.

### Kariera wojskowa
W 1925 wstąpił do École navale. We wrześniu 1926 został mianowany na podchorążego marynarki (aspirant), a rok później awansował na stopień podporucznika marynarki (enseigne de vaisseau de 2e classe)., w październiku 1927 otrzymał przydział na okręt szkolny „Jeanne d’Arc”, 27 lipca 1928 został przeniesiony na pancernik „Bretagne”. We wrześniu 1928 ukończył École d'Application des Enseignes de Vaisseau i rozpoczął służbę na pancerniku „Lorraine”. Na początku 1929 otrzymał przydział na krążownik „Duquesne”.
1 października 1929 otrzymał awans na stopień porucznika marynarki (enseigne de vaisseau de 1re classe), a 24 został przydzielony na awizo „Remiremont” jako pierwszy oficer. 18 grudnia 1930 wstąpił do Szkoły Podwodnego Pływania (franc. École de Navigation Sous-Marine) w Tulonie, którą ukończył w czerwcu 1931, 1 lipca rozpoczął służbę na okręcie podwodnym „Requin”, poznając w tym czasie absolwentkę prawa Thérese Franchelli, którą poślubił 14 października 1931 w 9. dzielnicy Paryża.
W marcu 1935 awansował na kapitana marynarki (lieutenant de vaisseau) i służył kolejno na okrętach podwodnych „Marsouin”, „Agosta” i „Phénix”, by w sierpniu 1939 objąć dowództwo „La Sibylle” (z której musiał zejść wiosną 1940 ze względów zdrowotnych). W czerwcu został dowódcą grupy uzbrojonych trawlerów, brał udział w ewakuacji francuskich portów kanału la Manche, 15 sierpnia dołączył do sił morskich Wolnej Francji (FNFL).

### Dowództwo „Surcoufa”
W styczniu 1941 awansował do rangi komandora podporucznika (capitaine de corvette), a w październiku objął dowództwo największego wówczas okrętu podwodnego na świecie, „Surcoufa”. W grudniu 1941 brał udział w przyłączeniu Saint-Pierre i Miquelon do Wolnej Francji. W styczniu 1942 roku podjęto decyzję o skierowaniu okrętu na wody Oceanu Spokojnego, więc 12 lutego 1942 wypłynął z Bermudów w kierunku kanału panamskiego. 19 lutego miał się zameldować w Colón, lecz nigdy tam nie dopłynął. Najbardziej prawdopodobną przyczyną zaginięcia  „Surcoufa” jest omyłkowe zbombardowanie przez amerykańskie samoloty w nocy z 18 na 19 lutego. Komandor podporucznik Georges Blaison zginął wraz całą załogą.

## Awanse
- podchorąży marynarki (aspirant) (wrzesień 1926)[5]
- podporucznik marynarki (enseigne de vaisseau de 2e classe) (wrzesień 1927)[6]
- porucznik marynarki (enseigne de vaisseau de 1re classe) (01/10/1929)[9]
- kapitan marynarki (lieutenant de vaisseau) (marzec 1935)[4]
- komandor podporucznik (capitaine de corvette) (styczeń 1941)[4]

## Odznaczenia
- Krzyż Kawalerski Legii Honorowej[4]
- Krzyż Wojenny (Francja)[4]
- Medal Ruchu Oporu[4]

## Upamiętnienie
- Niemiecki okręt podwodny U-123, po wojnie przyznany Francji, w 1947 otrzymał nazwę „Blaison” (Q165).
- Korweta rakietowa typu D’Estienne d’Orves zwodowana 7 marca 1971 została ochrzczona „Commandant Blaison”[17]
- Na rodzinnym domu komandora umieszczono tablicę pamiątkową z napisem: „Est né dans cette maison, le 30 Juillet 1906, Georges Louis Nicolas Blaison, Commandant du Surcouf, Mort glorieusement le 18 février 1942. La ville de Lapalisse Reconnaissante. Le 17/02/1952” (W tym domu urodził się 30 lipca 1906 Georges Louis Nicolas Blaison, dowódca „Surcoufa”, poległy na polu chwały 18 lutego 1942. Wdzięczne miasto Lapalisse. 17/02/1952)
- Na pomniku Wolnych Francuzów w Lyle Hill, Greenock na jednej z płyt znajduje się napis: „A la mémoire du capitaine de frégate Blaison, des officiers et de l'équipage du sous-marin Surcouf, perdu dans l’Atlantique. Février 1942” (Pamięci komandora podporucznika Blaisona, oficerów i załodze okrętu podwodnego „Surcouf”, zaginionego na Atlantyku. Luty 1942)
- Na środku pomnika podwodników poległych za Francję w Tulonie znajduje się płyta z brązu, wymienia ona wszystkich oficerów i marynarzy „Surcoufa”.
- Georges Louis Nicolas Blaison jest patronem ulic w miastach: Lapalisse, Saint-Genis-Pouilly, Saint-Pierre.
- W 1994 poczta Saint-Pierre i Miquelon edytowała znaczek z jego podobizną.